# George Gaines
George Gaines (6 de junho de 1933 — 13 de maio de 1986) é um diretor de arte estadunidense. Venceu o Oscar de melhor direção de arte em duas ocasiões: por All the President's Men e Heaven Can Wait.